# Virtuelle projektrum
Virtuelle projektrum (engelsk: collaboration spaces eller team rooms) er en samarbejdsform, hvor en gruppe mennesker deler dokumenter, fører diskussioner og samarbejder omkring en given opgave via intranet eller internet.
Samarbejdet kan være både internt mellem kollegaer, men også eksternt i forhold til både samarbejdspartnere og kunder. Resultatet er en sikker, effektiv og besparende måde at kommunikere og dele informationer på – uafhængigt af tid og sted.
| Internet | Spire Denne internet-relaterede artikel er en spire som bør udbygges. Du er velkommen til at hjælpe Wikipedia ved at udvide den. |